# Two (Lenka)
Two è il secondo album in studio della cantante australiana Lenka, pubblicato nel 2011.

## Tracce
1. Two – 3:16
2. Heart Skips a Beat – 3:21
3. Roll with the Punches – 3:19
4. Sad Song
5. Everything at Once – 2:37
6. Blinded by Love – 3:50
7. Here to Stay – 4:02
8. You Will Be Mine – 3:28
9. Shock Me Into Love – 3:26
10. Everything's OK – 3:50
11. The End of the World – 4:14